# سرهان زنگین
سرهان زنگین (انگلیسی: Serhan Zengin؛ زادهٔ ۱۱ آوریل ۱۹۹۰) بازیکن فوتبال اهل آلمان است.
از باشگاه‌هایی که در آن بازی کرده‌است می‌توان به باشگاه ورزشی وردر برمن اشاره کرد.